# والتر روثر
والتر فيليب روثر (بالإنجليزية: Walter Reuther) (1 سبتمبر 1907- 9 مايو 1970)، قائد أمريكي للتنظيمات العمالية وناشط في مجال الحقوق المدنية. بنى اتحاد عمال السيارات (UAW) الذي يعتبر واحداً من أكثر الاتحادات العمالية تقدّماً في التاريخ الأمريكي.
رأى روثر الحركات العمالية كأدوات للنهوض بالعدالة الاجتماعية وحقوق الإنسان في المجتمعات الديمقراطية. استغل موارد ونفوذ اتحاد عمال السيارات للدفاع عن حقوق العمال والحقوق المدنية وحقوق المرأة والرعاية الصحية الشاملة والتعليم العام، إضافة إلى السكن رخيص التكلفة والإدارة البيئية وتوقف انتشار الأسلحة النووية واتحادات نقابات العمال الديمقراطية في جميع أنحاء العالم.
نجا روثر من محاولتي اغتيال، كانت إحداها في منزله حيث أصيب بطلق ناري عيار 12 أُطلق من خلال نافذة مطبخه. شغل منصب رئيس اتحاد عمال السيارات منذ عام 1946 حتى وفاته المفاجئة في عام 1970، حيث كان الرئيس الرابع للاتحاد.
كان روثر حليفاً قوياً لمارتن لوثر كينغ الابن ولحركة الحقوق المدنية، كما كان من أوائل مؤيدي سيزار تشافيز واتحاد عمال المزارع. إضافة لذلك، عرف روثر كمناصر لحماية البيئة طوال حياته، حيث لعب دوراً مهماً في تمويل وتنظيم يوم الأرض الأول في 22 أبريل في عام 1970.
كان روثر عنصراً مؤثراً في الحزب الديمقراطي، حيث كان قائداً لخمسة ملايين عامل من عمال السيارات بما فيهم المتقاعدين وعائلاتهم. خلال الحرب العالمية الثانية، استشار الرئيس الأمريكي فرانكلين روزفلت روثر في الكثير من الأحيان فكان له دور قيادي فعال في تأسيس هيئة السلام وفي حشد الدعم لقانون الحقوق المدنية لعام 1964 وقانون حق التصويت العام لعام 1965، إضافة إلى دوره في برنامج «ميديكير» و«ميديكايد».
في 9 مايو من عام 1970، قتل كل من والتر روثر وزوجته ماي والمعماري أوسكار ستونوروف والحارس الشخصي لروثر وليام ولفمان والطيار ومساعده عندما تحطّمت طائرتهم. كشف المجلس القومي لسلامة النقل أن هناك بعض الأجزاء المفقودة في مقياس ارتفاع طائرتهم، كما اكتشف أن بعض الأجزاء لم تكن مثبتة بشكل صحيح. دفعت هذه الاكتشافات البعض للتكهن بأن وفاة روثر كانت عملية اغتيال. حصل روثر على وسام الحرية الرئاسي بعد وفاته، كما اعترفت به مجلة «تايم» كواحد من أكثر 100 شخص نفوذاً في القرن العشرين.

## نشاطه في مجال الحقوق المدنية
كان روثر داعماً قوياً لحركة الحقوق المدنية، شارك في مسيرات مع مارتن لوثر كينغ الابن في كل من سيلما وبرمنغهام ومنتغومري وجاكسون. سجن كينغ وآخرون في برمنغهام في آلاباما، حيث كتب كينغ رسالته الشهيرة من سجن بيرمنغهام قبل أن يدفع روثر مبلغ 160,000 دولار أمريكي لإطلاق سراح المتظاهرين. ساعد روثر في تنظيم وتمويل مسيرة الحقوق المدنية إلى واشنطن في أغسطس من عام 1963، حيث ألقى كلمته على درجات صرح لنكولن التذكاري قبل أن يلقي كينغ خطابه التاريخي «لدي حلم». عمل روثر في مجلس إدارة الجمعية الوطنية للنهوض بالملونين (NAACP).
بدأ روثر تحدّيه الأول في وجه العنصرية عندما كان طالباً جامعياً في جامعة وين ستيت في أوائل ثلاثينيات القرن العشرين. حيث نظّم طابور اعتصام عندما رفض فندق محلي متعاون مع الكلية أن يسمح للطلاب السود بالسباحة في حمام السباحة الخاص بالفندق. وبناء على ذلك، أغلق حمام السباحة الخاص بالفندق أمام جميع الطلاب.

### مسير الحرية في 23 يونيو من عام 1963
كان «مسير الحرية» مسيرة جماهيرية تابعة لحركة الحقوق المدنية في 23 يونيو من عام 1963 في مدينة ديترويت في ولاية ميشيغان. كان هدف هذه التظاهرة هو الاحتجاج ضد العنصرية والتفرقة والوحشية التي يتعرض لها نشطاء الحقوق المدنية في الجنوب، إضافة إلى الوقوف ضد التمييز الذي يواجهه الأمريكيون الأفريقيون في الشمال كعدم المساواة في التوظيف والأجور والتعليم والسكن. حشد روثر الدعم من أجل هذا الاحتجاج، كما تبرّع لمارتن لوثر كينغ الابن بحيز مكتبي في مركز التضامن الرئيسي لاتحاد عمال السيارات كي ينظّم الحدث. شارك روثر وكينغ وآخرون في المسير من جادة ودورد، حيث قاما بإلقاء كلمة في قاعة كوبو التي ألقى فيها كينغ نسخته الأولى من خطاب «لدي حلم» بعد أن صاغ جزءًا منه داخل مكتبه في مركز التضامن.

### مسيرة الحقوق المدنية إلى واشنطن في 28 أغسطس من عام 1963
بدأت «مسيرة الحقوق المدنية إلى واشنطن» في يوم الأربعاء الواقع في 28 أغسطس من عام 1963. كانت المسيرة بمثابة احتجاج للدفاع عن الحقوق المدنية والاقتصادية للأمريكيين الأفريقيين. ساعد روثر في تنظيم المسيرة جنباً إلى جنب مع «الستّة الكبار» وثلاثة من القادة الدينيين البيض. أقنع روثر المنظمين الآخرين بنقل المسيرة من خارج مبنى الكابيتول الأمريكي إلى نصب لنكولن التذكاري، حيث شعر بأن هذا المكان أقل تهديداً للكونغرس وأكثر ملائمة للمناسبة. وافقت اللجنة على نقل موقع المسيرة شريطة أن يدفع روثر 19,000 دولار أمريكي كقيمة للنظام الصوتي، كي يتمكّن جميع الأشخاص في ناشونال مول من سماع مكبرات الصوت والموسيقيين.
موّل روثر واتحاد عمال السيارات عملية نقل 5000 شخص من الموظفين العاديين بالحافلة، ليكون عددهم أكبر عدد حضور من قبل منظمة واحدة. كما موّل اتحاد عمال السيارات وجلب آلاف اللافتات التي حملها المتظاهرون، حيث كتب على بعض منها «ليس هناك منزل في منتصف الطريق إلى الحرية» و«المساواة في الحقوق والوظائف حالاً» و«اتحاد عمال السيارات داعم لمسيرة الحرية» و«ولدنا أحراراً وينبغي أن نعيش أحراراً» و«قبل أن نصبح عبيداً سنكون قد دفنا في قبورنا».

### سيزار تشافيز واتحاد عمال المزارع
زار روثر سيزار تشافيز وقاطفي العنب المضربين عن العمل في مدينة ديلانو في ولاية كاليفورنيا في ديسمبر من عام 1965، حيث لم يكن الجمهور الأمريكي يعرف الكثير عن كفاح تشافيز من أجل حقوق العمال. إلا أن زيارة روثر هذه جذبت اهتمام وسائل الإعلام الوطنية، ما صعّب على مزارعي العنب تجاهل قاطفي العنب المضربين عن العمل. تعهد روثر بأن يوفر اتحاد عمال السيارات مبلغ 75000 دولار أمريكي شهرياً لصندوق الإضراب الخاص باتحاد عمال المزارع طيلة فترة الإضراب. زار روثر السيد تشافير عدة مرات وكانت إحداها خلال إضراب تشافيز عن الطعام، حيث تبرّع روثر له حينها بمبلغ قدره 50,000 دولار أمريكي.

## اتحاد عمال السيارات

### النصر الأول ضد شركات السيارات
حضر روثر المؤتمر السنوي الثاني لاتحاد عمال السيارات في مدينة ساوث بيند في ولاية إنديانا بصفته مندوباً للاتحاد الناشئ في وقتها. أصبح روثر بعد هذا المؤتمر رئيساً للاتحاد الفرعي 174 الذي شكّل الحديث الشاغل في الجانب الغربي من مدينة ديترويت، تعاون مع الأخ فيكتور لقيادة أول إضراب ناجح ضد عمالقة السيارات في «كيلسي هايز» الذين كانوا يزودون «شركة فورد للسيارات» بالمكابح والعجلات. كان السبب الرئيسي لهذا الإضراب هو التسريع المفرط لخط التجميع، الذي كان يتسبب في فقدان العمال لأطرافهم أو حتّى لحياتهم أثناء محاولتهم في مواكبة السرعة المتزايدة لخط التجميع. بدأ العمال بهذا الإضراب المفاجئ في ديسمبر من عام 1936، حيث رفضوا مغادرة المصنع إلى أن تفاوضت الإدارة مع روثر الذي كان يمثلهم.

### جنرال موتورز
بدأ الإضراب ضد شركة «جنرال موتورز» التي كانت تعتبر أكبر شركة في العالم حينها في عشية رأس السنة الجديدة في عام 1936، حيث قام روي روثر شقيق والتر روثر بوضع خطط إستراتيجية وتنظيم العمال لإغلاق الشركة إلى أن تعترف بحق العمال بالاتحاد. قاد روثر إضراباً في مصنع «جنرال موتورز» في فليتوود تضامناً مع المضربين عن العمل في مصنع فلينت. كما استدعي إلى إضرابات الدعم في أوكلاند وكاليفورنيا وبونتياك وميشيغان وسان لويس في ميسوري، حيث شارك عمال السيارات في حركة لدعم المضربين في فلينت.
تفاوض روثر مع تشارلي ويسلون الذي كان رئيساً تنفيذياً لشركة «جنرال موتورز» في عام 1950، حيث وقّعا على «معاهدة ديترويت» التي منحت العمال عقد عمل مستمرًا لخمس سنوات مقابل تعهدهم بعدم الإضراب، كما منحت العمال العاديين رواتب أفضل بالإضافة إلى الرعاية الصحية والمعاشات التقاعدية.
ساهم روثر في قيادة العديد من الإضرابات الأخرى ضد مجموعة من شركات السيارات بالتعاون مع اتحاد عمال السيارات، حيث شملت هذه المجموعة «شركة كرايسلر» و«شركة فورد للسيارات».

### انتخابه رئيساً لاتحاد عمال السيارات
بعد انتهاء الحرب العالمية الثانية في عام 1945، كان روثر قد أثبت أنه سيكون مختلفاً عن الزعماء العماليين الآخرين، حيث قادته المفاوضات الجماعية الجريئة التي قام بها في الإضرابات التي قادها إلى مناصب عليا في الاتحاد. فاز روثر في انتخابات اتحاد عمال السيارات وأصبح رئيساً له في 27 مارس من عام 1946.

## روابط خارجية
- والتر روثر على موقع IMDb (الإنجليزية)
- والتر روثر على موقع الموسوعة البريطانية (الإنجليزية)
- والتر روثر على موقع مونزينجر (الألمانية)
- والتر روثر على موقع ميوزك برينز (الإنجليزية)
- والتر روثر على موقع إن إن دي بي (الإنجليزية)
- والتر روثر على موقع قاعدة بيانات الفيلم (الإنجليزية)